# 東亜建設工業

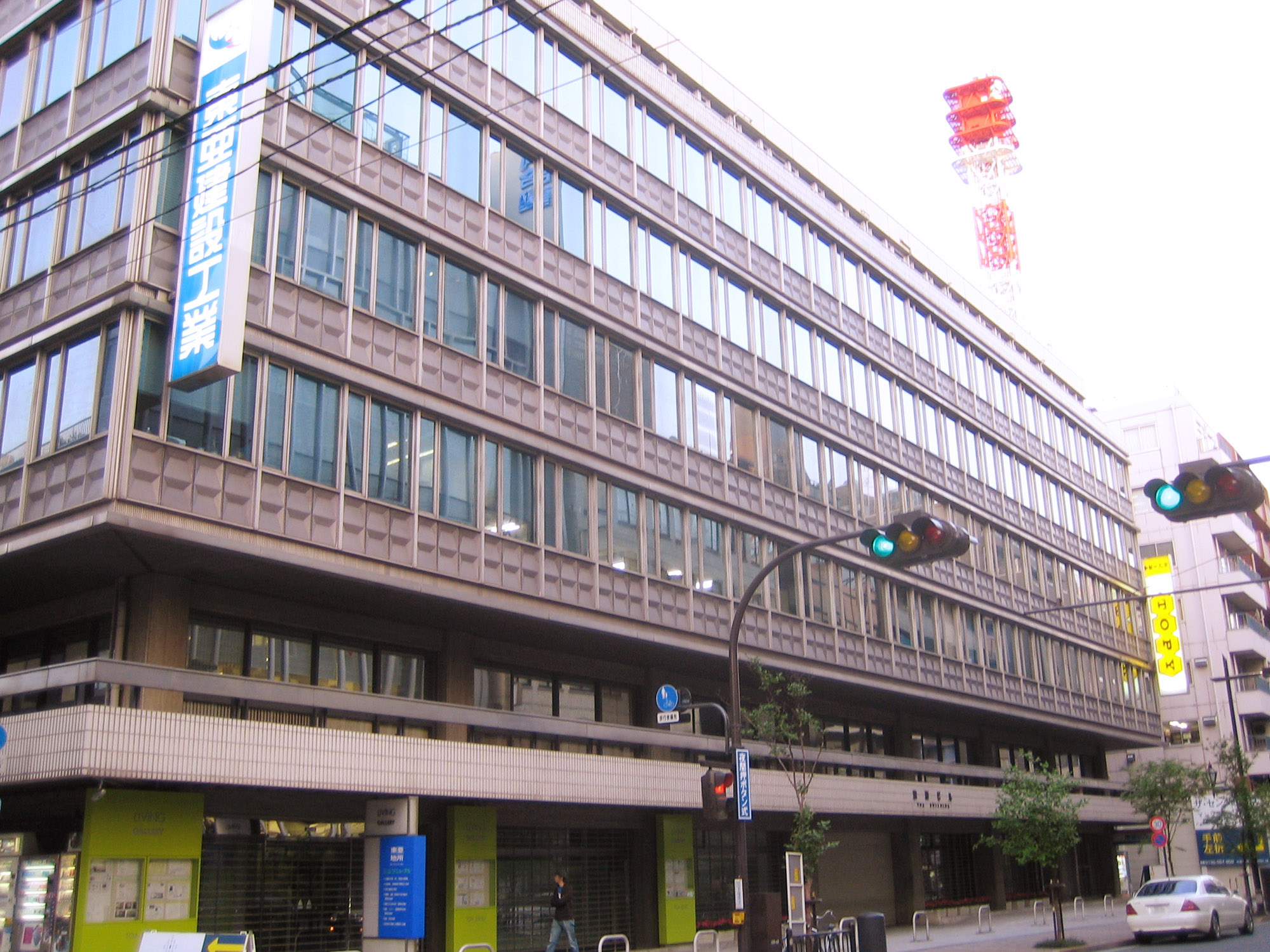
東亜建設工業旧本社。東京都千代田区

東亜建設工業株式会社（とうあけんせつこうぎょう、英: TOA CORPORATION）は、東京都新宿区に本社を置く総合建設会社。

## 概要
創業100年以上の総合建設会社であり、かつての浅野財閥の流れを汲む企業の1つ。
2016年に内部告発による地盤改良工事における施工不良および虚偽報告の問題を発生させたが、2020年12月に施工不良等の瑕疵修補工事がすべて完了した。

近年ではSDGsや社員の働き方の改善に取組みつつ、認知度の向上や優秀な人材の獲得へ向け2023年2月よりTVerにてCMの放送を開始させた。

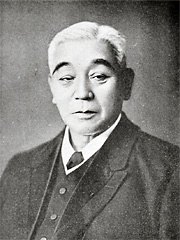
浅野財閥創始者 浅野総一郎

## 沿革[1]
- 1908年（明治41年） - 浅野総一郎が港湾機能を持つ工業用地を造成するため、鶴見川の河口に広がる鶴見・川崎地区（現在の神奈川県横浜市および川崎市）約150万坪の埋立事業計画を神奈川県庁に提出したことにより「創業」
- 1912年（明治45年）3月　- 浅野総一郎が渋沢栄一、安田善次郎の支援を受けて「鶴見埋立組合」を組織。
- 1913年（大正2年）
  - 1月　- 鶴見・川崎地先埋立免許を神奈川県知事より認可される。
  - 8月　- 鶴見・川崎地先の埋立工事着手。ポンプ船「第一号船」（後の潮田丸）をイギリスより搭載機器を購入し建造。
- 1914年（大正3年）3月4日 - 鶴見埋築株式会社を設立、鶴見埋立組合の事業を引き継ぐ（法人組織としての東亜建設工業の創立）。
- 1915年（大正4年）11月　- 旭硝子（株）と埋立地7区2万5,000坪の売買契約締結。
- 1920年（大正9年）1月23日 - 東京湾埋立株式会社が設立され、鶴見埋築株式会社を吸収合併し、その事業を全て継承。
- 1922年（大正11年）12月15日　- 請負工事に進出、横須賀海軍航空隊敷地埋立工事着手。
- 1924年（大正13年） - 鶴見地区埋立地への貨物輸送を担う子会社鶴見臨港鉄道を設立。
- 1927年（昭和2年）6月　- 埋立認可を受けた鶴見・川崎地区の埋立事業が概ね完成。
- 1932年（昭和7年）11月1日 - 港湾工業を設立、請負工事部門を分離した別会社。
- 1944年（昭和19年）
  - 4月30日 - 港湾工業と東京湾埋立会社が合併し、東亜港湾工業株式会社に社名変更。
  - 7月1日 - 鶴見臨港鉄道の営業全線が国に買収され、国鉄鶴見線となる。
- 1973年（昭和48年）12月1日 - 留岡組から営業譲渡を受けたのを契機に社名を現在の「東亜建設工業株式会社」に変更。同時に、イメージキャラクター「東亜坊や」（中島潔作）を作成。
- 2002年（平成14年） - 中堅ゼネコンの安藤建設と業務提携。
- 2010年（平成22年） - 本社を東京都新宿区の新宿パークタワーに移転。
- 2011年（平成23年） - 鶴見臨港鉄道を完全子会社化。
- 2016年（平成28年） - 羽田空港の地盤改良工事で、設計通りに完成したと国土交通省に虚偽の報告をしたと発表した[2]。
- 2020年（令和2年）　- 施工不良等の瑕疵修補工事がすべて完了。
- 2022年（令和4年） - 安藤・間と業務提携を解消。

## 不祥事
同社は2015年から2016年にかけ、羽田空港の滑走路に液状化防止工事を実施したが、その際、地盤に注入した薬剤の量が不足していたのにもかかわらず、適切に工事を完了したと国土交通省に報告していたことが、2016年5月に判明した。また、その後の調査で、福岡空港や松山空港含めて5つの工事でも同じ作業員が複数の工事を担当し、同様の事例があることが判明している。同年7月に公表された調査委員会報告書によれば、上記5件の施工不良・虚偽報告に加え、八代港の岸壁工事でも虚偽報告が行われていたことが明らかになった。さらに同年10月には千葉港と伏木富山港の地盤改良工事でも施工不良があったことが発表された。本件により国土交通省から、同年12月2日から26日までの25日間、公共工事について営業停止処分を受けた。

## 主な施工物件
- 横浜港大さん橋国際客船ターミナル
- ラグーナ蒲郡
- 来島海峡大橋
- レインボーブリッジ
- 新潟みなとトンネル